# システムデザイン・マネジメント研究科
システムデザイン・マネジメント研究科（システムデザイン・マネジメントけんきゅうか）という名称は、MITの工学系大学院（Engineering Systems Division）の中に、ビジネススクールとの連携のもと設立された社会人のための修士課程プログラム（英語名は、System Design and Management Program, the MIT Master's Program in Engineering and Management）に端を発する。エンジニアのための、システム工学、マネジメント、社会科学の教育組織として設立された。
2008年には慶應義塾大学にも大学院システムデザイン・マネジメント研究科（慶應SDM）が設立された。「綻びを見せ始めた世界を構築し直す」という理念の元設立されており、学問基盤はシステム工学とデザイン思考だが、学問の適用範囲は技術システムから社会システムまで幅広い。文理融合の大学院（修士課程および博士課程）であり、過半数が社会人学生である。
なお、シンガポール国立大学（NUS）とシンガポール工科デザイン大学（SUTD）にも同名のプログラムがある。
類似した名称のシステムデザイン研究科はマネジメントを含まない理科系大学院である。
慶應義塾大学にはシステムデザイン工学科があるが、こちらは慶應義塾大学大学院システムデザイン・マネジメント研究科とは別の学部組織。システムデザイン工学科と直結した大学院は理工学研究科である。
大阪工業大学には2017年に新設したロボティクス&デザイン工学部内に大学院システムデザイン工学専攻がある。この専攻ではシステム工学とデザイン思考を基盤に、IoT・人工知能（AI）分野を含め、システムデザイン・マネジメントに通ずる研究を行う。
東京大学工学部システム創成学科には2013年に設立されたシステムデザイン＆マネジメントコースがあるが、こちらは大学学部内のコース。